# Estépar
Estépar és un municipi de la província de Burgos a la comunitat autònoma de Castella i Lleó. Forma part de la comarca d'Alfoz de Burgos.

## Geografia
Està situat en una plana espaiosa propera a les confluències dels rius Arlanzón i Hormaza. Té un clima fred.

## Demografia
| 1842 | 1857 | 1860 | 1877 | 1887 | 1897 | 1900 | 1910 | 1920 | 1930 | 1940 |
| ---- | ---- | ---- | ---- | ---- | ---- | ---- | ---- | ---- | ---- | ---- |
| 176  | 329  | 344  | 282  | 353  | 408  | 396  | 427  | 315  | 399  | 369  |
| 1950 | 1960 | 1970 | 1981 | 1991 | 2001 | 2011 |      |      |      |      |
| 346  | 339  | 335  | 1166 | 909  | 803  | 700  |      |      |      |      |

El 1981 el terme municipal va créixer amb la incorporació d'Hormaza, Mazuelo de Muñó, Medinilla de la Dehesa, Quintanilla Somuñó, Villagutiérrez i Villavieja de Muñó.

## Localitats
El municipi té un total d'11 localitats:
- Arenillas de Muñó
- Arroyo de Muñó
- Estépar
- Hormaza
- Mazuelo de Muñó
- Medinilla de la Dehesa
- Pedrosa de Muñó
- Quintanilla-Somuñó
- Vilviestre de Muñó
- Villagutiérrez
- Villavieja de Muñó

## Llocs d'interès
Les seves festes són a començaments de setembre i estan dedicades a la Mare de Déu de l'Estepa. Cada tres anys el diumenge posterior a la Pasqua de Pentecosta, els habitants fan el romiatge de les processions a aquesta verge.
Estépar i les pedanies compten amb diversos monuments com esglésies, ermites, castells i torrasses. A més, està a prop de l'alzinar de Torrepadierne, amb arbres de més 500 anys, des d'on es poden veure diferents espècies d'animals.

## Política
L'Ajuntament d'Estépar està format per 7 regidors. Actualment hi ha 5 regidors del Partit Socialista i 2 dels Partit Popular. L'alcalde és Jaime Martínez González.